# Cabécou
Le cabécou  est un fromage généralement de lait cru de chèvre originaire des régions du Massif central comme le Quercy, le Rouergue, la Haute-Auvergne, le Bas-Limousin et le Périgord. Il s'agit d'une appellation agricole.
Sa meilleure période de consommation s'étend d'avril à août.

## Étymologie
Cabécou est une francisation orthographique de différents parlers occitans (sous-dialectes languedociens) du Massif central :
- Rouergue, sous dialecte rouergat (cabecóu, cobecóu)[4] ;
- Aurillacois (cabrillóu)[5].

Suivant la norme classique de l'occitan, l'orthographe est cabecon, cabrecon voire cabecó, prononciation identique dans les deux cas,.
La racine du terme vient de cábro : littéralement « chèvre », orthographié cabra ou localement craba en occitan standardisé, avec le suffixe -on qui est un diminutif.

## Description
Il s'agit d'un petit fromage rond, de 4 à 6,5 centimètres de diamètre sur 1,5 à 2,5 centimètres d'épaisseur, à pâte molle à croûte fleurie.
Sa masse ne dépasse en général pas 40 grammes et il contient environ 45 % de matière grasse. Son goût est légèrement lactique.
Le temps d'affinage varie de dix jours à quatre semaines.
Quelques cabécous cités dans le dictionnaire des fromages du monde :
- Rocamadour, appellation bénéficiant d'une protection commerciale via une appellation d'origine protégée,
- cabécou du Fel,
- cabécou de Livernon.

Le cabécou du Périgord est protégé depuis 1992  par l'Interprofession caprine Dordogne Périgord avec une marque collective et un logo.